# Alessandro Porcelli
Alessandro Porcelli, né le 3 décembre 1995 à Terlizzi en Italie, est un joueur italien de volley-ball. Il mesure 1,78 m et joue libero.

## Clubs
| Club             | De        | À   |
| ---------------- | --------- | --- |
| Pallavolo Modène | 2013-2014 | ... |

## Palmarès
Néant.